# Carousel (band)
Carousel är en lettisk duo som representerade sitt land i Eurovision Song Contest 2019 med låten "That Night". Duon hamnade på en 15:e plats i semifinalen. 
Duon består av Sabīne Žuga och Mārcis Vasiļevskis. 